# Gutleuthofkapel
De Gutleuthofkapelle of Sankt Laurentiuskapelle (Sint-Laurentiuskapel) is een gotische kapel uit de 15e eeuw in het Heidelberger Stadtteil Schlierbach. De in de buurt van de zuidelijke oever van de Neckar gelegen kapel valt onder monumentenzorg. In de middeleeuwen noemde men in het Duitse taalgebied melaatsen Gutleut, omdat men toen geloofde dat hun nood aan weldoeners de mogelijkheid bood om door middel van goede werken een plaats in de hemel te verdienen.

## Geschiedenis

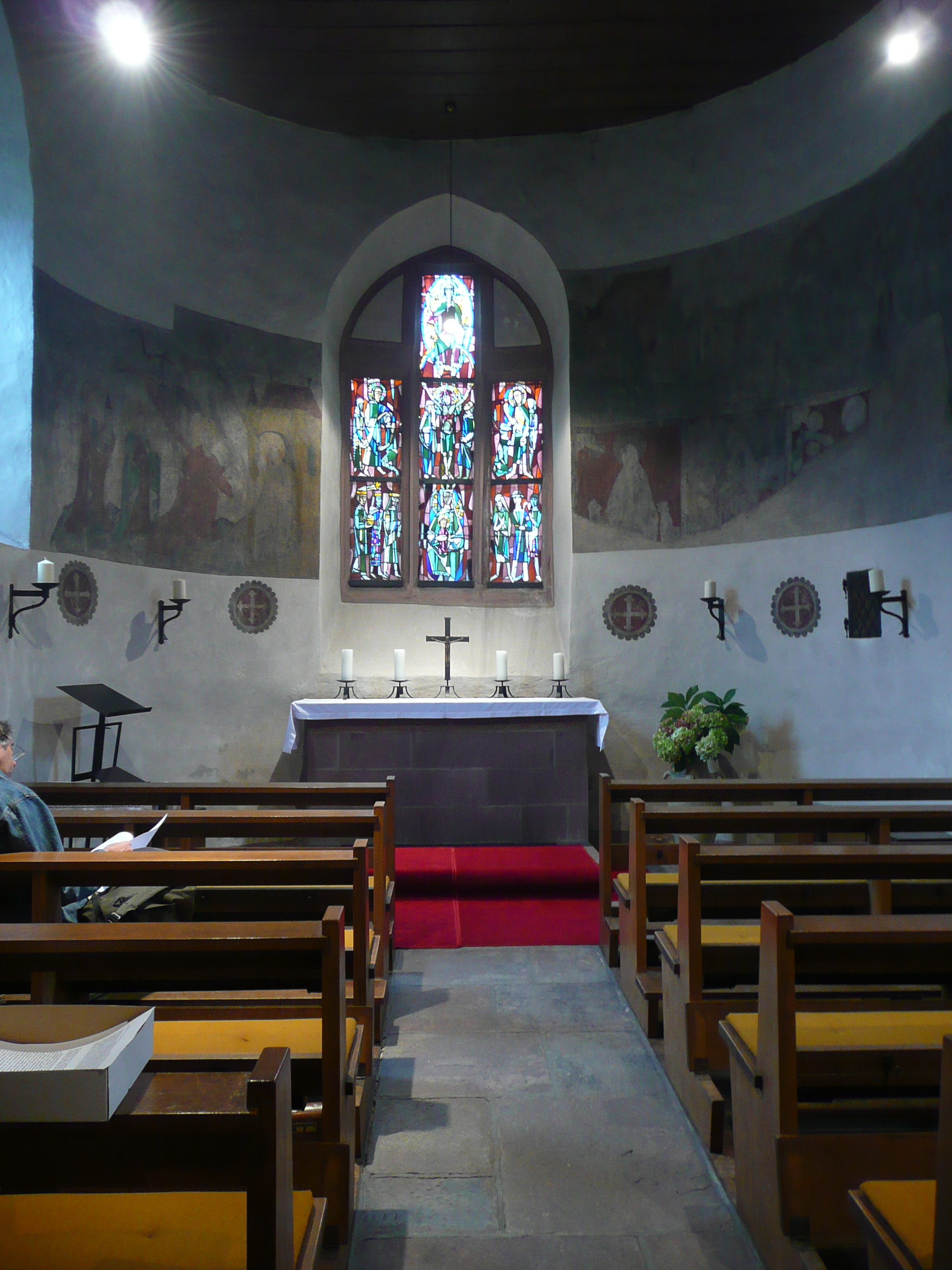
Apsis met altaar en fresco's

De kapel werd in 1430 door paltsgraaf Lodewijk III voor het melaatsenhuis (het Gutleuthaus) gesticht. In 1741 werd dit gebouw, dat voor het laatst als herberg voor hulpbehoevende vreemdelingen in de stad werd gebruikt, in een gasthuis veranderd. De kapel diende voor de plaatselijke bevolking als kerk en kerkhofkapel. Een brand in 1880 verwoestte het gasthuis volledig en alleen aan de westelijke gevel van de kapel zijn nog sporen van het gebouw te vinden. Na de bouw van nieuwe kerken in Schlierbach in het begin van de 20e eeuw verloor de kapel de functie als godshuis voor katholieken en protestanten. In 1921 werden middeleeuwse fresco's in de kapel ontdekt en vervolgens blootgelegd.

## Beschrijving

#### Exterieur
De kapel betreft een rechthoekig gebouw met een halfronde apsis in het oosten en een steil zadeldak. Een driedelig venster in de apsis en een tweedelig venster in de noordelijke en zuidelijke muur zorgen voor de belichting van de ruimte, die door een spitsboogdeur in het westelijke deel van de noordelijke muur kan worden betreden.    

#### Interieur
De eenbeukige ruimte heeft een houten plafond. Op de westelijke kant is een houten galerij ingebouwd, die vroeger vanuit het voormalige hospitaal toegankelijk was. In de apsis bevindt zich een blokvormig altaar, in de zuidelijke muur een sacramentsnis. Het raam in de apsis werd in 1958 door Valentin Feuerstein gemaakt en toont scènes uit het leven van Jezus: onder de Aanbidding, in het centrale middendeel de Kruisiging, links daarvan een genezingsscène, rechts de ongelovige Thomas en boven Christus op de troon.
Het fresco links van het raam toont de heilige Barbara, de heilige Margaretha van Hongarije en de Verkondiging. In het onderste deel van de muren zijn in totaal tien wijdingskruisen te zien.